# Infotel
Pour les articles homonymes, voir Infotel (homonymie).
 (février 2015).
Infotel est une société française présente dans les domaines du logiciel et des services informatiques. La société est cotée à la bourse de Paris.

## Histoire
Le groupe Infotel a été fondé le 31 décembre 1979, par une équipe d’experts : Bernard Lafforet, chercheur en mathématiques au CNRS et spécialiste reconnu dans la résolution de problèmes complexes de programmation, nécessitant la construction d’algorithmes sophistiqués, Michel Koutchouk, responsable d’un service de développement d’applications à la Direction informatique d’Air France, et Alain Hallereau, directeur de projets à Cap Gemini, rejoints ensuite par Josyane Muller, qui avait été responsable d’agence à Cap Gemini.

### 1979-1989
À ses débuts la société se consacre aux bases de données et au temps réel et propose des services, de la formation et des logiciels. L’activité de services du Groupe débute avec quelques grandes entreprises et s’étend par la suite à une gamme de clientèle séduite par la forte notoriété professionnelle de ses fondateurs. Les premières réalisations de projets au forfait pour de grands comptes ont lieu, et l’expertise et la recherche du Groupe débouchent sur des réalisations novatrices, comme la première dématérialisation du courrier entrant pour une grande compagnie d’assurances. Avec le développement de la commercialisation de ses premiers logiciels, le groupe Infotel adopte une organisation en plusieurs entités, favorisant la séparation juridique entre les activités d’édition de logiciels et les activités de services.

### 1989-1999
- Intégration de nouvelles techniques et développement d'utilitaires de bases de données relationnelles dès l’apparition de DB2.
- 1989 : Ouverture de l’agence de Toulouse.
- 1996 : Infotel entrevoit la mutation des systèmes informatiques des grands comptes que provoquera l’arrivée de nouvelles technologies comme Internet et Java.
- 1998 : Première opération de croissance externe, obtention de la certification ISO 9001.

### 1999-2008
- 1999 : Infotel adopte un positionnement stratégique : le Web-To-Database, concept d’offre technique globale pour répondre aux besoins d’évolution et aider les entreprises à ouvrir leur système d’information.
- 21 janvier 1999 : Introduction au Nouveau Marché de la Bourse de Paris
- décembre 1999 : Intégration de la société SI2.
- 1999 : Premier accord signé avec IBM. Développement chez Infotel de logiciels utilitaires DB2 vendus par IBM.
- 2000 : Intégration des sociétés Sporen et Innovaco Formation.
- Multiplication des capacités d'intervention dans les domaines de la TMA (tierce maintenance applicative), du décisionnel et de l’archivage, dans le secteur des Logiciels avec le développement pour IBM de High Performance Unload pour DB2 sous Linux, Unix et Windows qui optimise les déchargements de données sur des environnements distribués.
- 2006 : Acquisition et intégration du groupe Odaxys, basé à Rennes et à Nantes.
- L’expansion régionale se poursuit avec l’ouverture d’agences régionales (Lyon, Bordeaux, Le Mans).

### 2009-présent
- Développement des centres de service, dans lesquels sont développées, maintenues et testées les applications informatiques des clients, implémentation des logiciels de dématérialisation et d'assurance qualité et performance des applications.
- 2010 : Acquisition du groupe Addax
- 2011 : Acquisition du groupe Insoft[4] et de la société Empeiria [5]
- 2014 : Lancement d'une offre Big Data [6]

## Actionnaires
Liste des principaux actionnaires au 7 décembre 2021 :
| Bernard Connes-Lafforet           | 26,9 % |
| Michel Koutchouk                  | 5,61 % |
| Eximium                           | 4,90 % |
| Moneta Asset Management           | 4,82 % |
| Lazard Frères Gestion             | 2,67 % |
| Invesco Advisers                  | 2,40 % |
| Norges Bank Investment Management | 1,81 % |
| Éric Fabretti                     | 1,71 % |
| Josyane Muller                    | 1,47 % |
| BBVA Asset Management             | 1,42 % |

## Activités
Infotel est à la fois une société de services informatiques et un éditeur de logiciels.

### Logiciels
- Arcsys : Une solution logicielle d’archivage a long-terme qui garantit la sécurité et la fiabilité de vos documents d’entreprise.
- Deepeo : Cette solution logicielle conçue pour garantir le respect des normes européennes telles que le RGPD se déploie sur les grandes bases de données du marché.
- DB/IQ suite : Cette solution garantit la qualité des développements, la maintenabilité des applications DB2 et la performance des bases de données.
- IDBA-Online : Une solution logicielle pensée pour l’automatisation de la maintenance Db2 grâce au machine learning.
- InfoUnload : Un outil de déchargement de données à haute vitesse qui maximise les performances en réduisant la consommation de processeur et la quantité d’E/S.
- AIPG : Une solution logicielle dédiée au déchargement des données PostGreSQL de manière rapide et efficace.
- Orlando : Orlando Suite for Tech Pubs est un puissant système de gestion documentaire tout-en-un. Avec Orlando, les compagnies aériennes peuvent gérer tous leurs manuels et utilisateurs au sein d’une solution unique et facile à utiliser.

### Services
- Développement, expertise et tierce maintenance applicative, tierce recette applicative, archivage, formation, conseil, architecture, big data, mobilité, audit de dette technique.

### Partenariat
Infotel est « World Business Partner » d’IBM pour la commercialisation et la vente de logiciels techniques fonctionnant sous z/OS[Lesquels ?].
Depuis 2014, Infotel est partenaire d'Elasticsearch.